# Eretmocerus bisetae
Eretmocerus bisetae är en stekelart som beskrevs av Hayat 1998. Eretmocerus bisetae ingår i släktet Eretmocerus och familjen växtlussteklar. Inga underarter finns listade i Catalogue of Life.